# اولبرسلبن
اولبرسلبن (به آلمانی: Olbersleben) یک شهر در آلمان است که در زومردا واقع شده‌است. اولبرسلبن ۸۰۳ نفر جمعیت دارد.